# Sankt Anna am Aigen
Sankt Anna am Aigen is een gemeente in de Oostenrijkse deelstaat Stiermarken, gelegen in het district Südoststeiermark. De gemeente heeft ongeveer 2367 inwoners (2021).

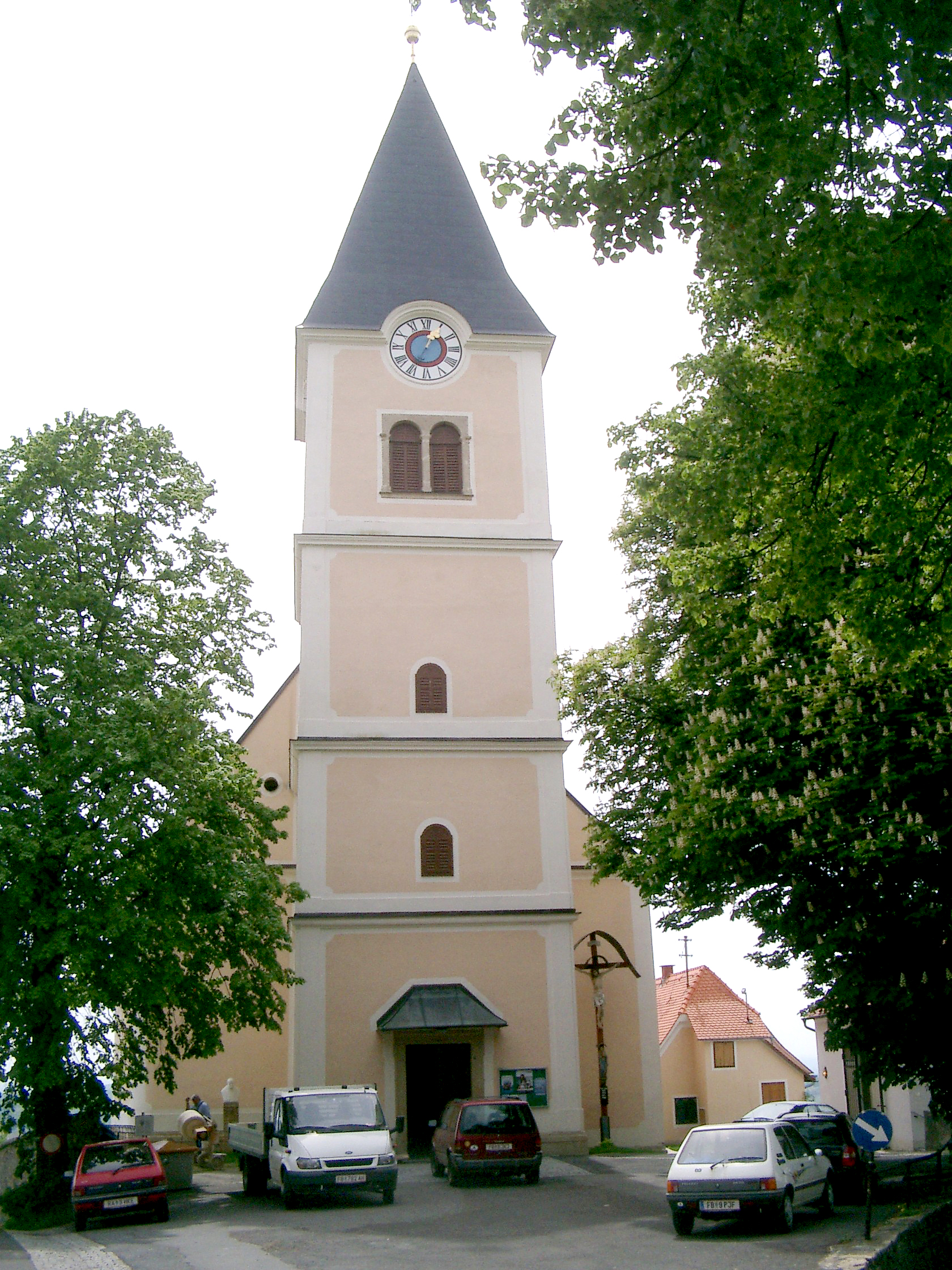
Kerk van Sankt Anna am Aigen
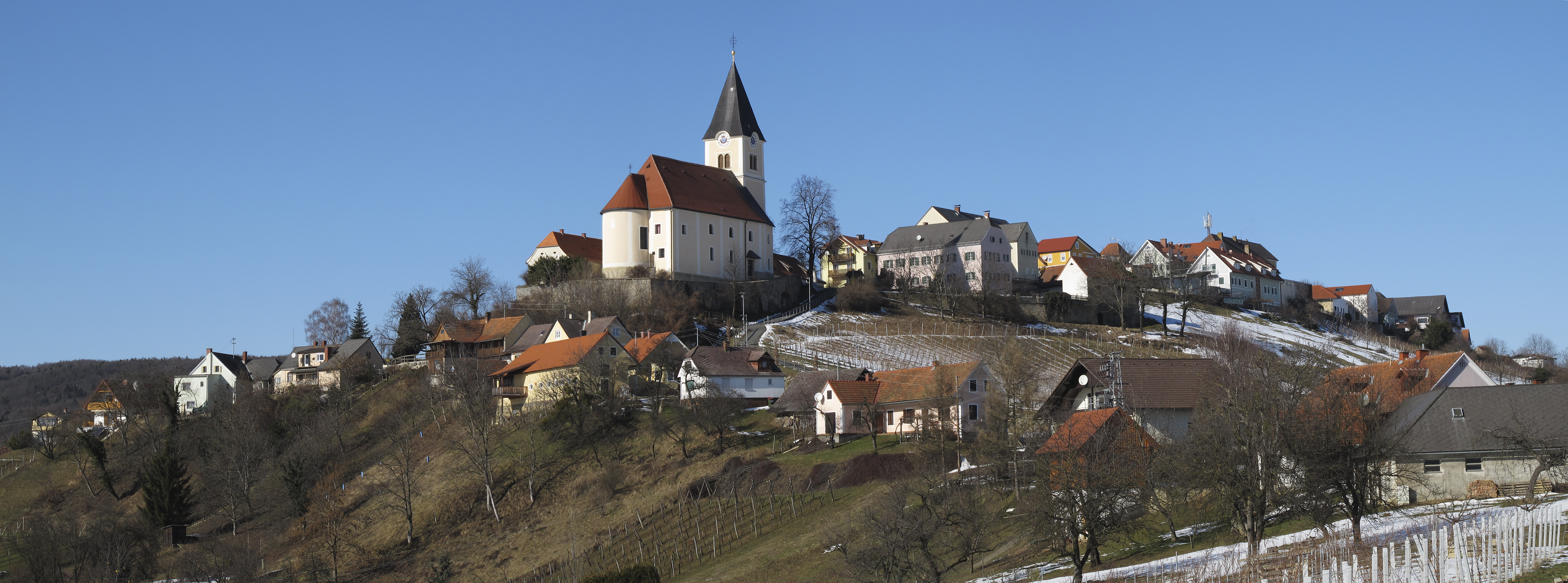
Sankt Anna am Aigen

## Geografie
Sankt Anna am Aigen heeft een oppervlakte van 32,66 km². De gemeente ligt in het zuidoosten van de deelstaat Stiermarken en ligt dicht bij de Hongaarse en Sloveense grens.
Bad Gleichenberg · Bad Radkersburg · Deutsch Goritz · Edelsbach bei Feldbach · Eichkögl · Fehring · Feldbach · Gnas · Halbenrain · Jagerberg · Kapfenstein · Kirchbach-Zerlach · Kirchberg an der Raab · Klöch · Mettersdorf am Saßbach · Mureck · Paldau · Pirching am Traubenberg · Riegersburg · Sankt Anna am Aigen · Sankt Peter am Ottersbach · Sankt Stefan im Rosental · Straden · Tieschen · Unterlamm
- Gemeinsame Normdatei: 7525137-1
- Virtual International Authority File: 237035320